# Alan George Lafley
Alan George "A.G." Lafley (né le 13 juin 1947) est un homme d'affaires et chef d'entreprise américain. Il est le président-directeur général et président du directoire de Procter & Gamble depuis 2013.

## Biographie

### Formation
Alan George Lafley obtient un MBA à la Harvard Business School en 1977 après avoir commencé son cursus à l'Université McMaster en 1969.

### Carrière
En 1970 il s'engage au sein de la marine américaine pendant la guerre du Vietnam. Il est officier d'approvisionnement.
De 2000 à 2009 il est président-directeur général de Procter & Gamble.
De 2010 à 2013, il est Special Partner chez Clayton, Dubilier & Rice, Inc, le plus vieux cabinet de capital-investissement au monde.
En 2013, il reprend le poste de président-directeur général de Procter & Gamble. Après les 4 ans passés au pouvoir de Robert McDonald.

## Distinctions
- 2006 : Élu PDG de l'année 2006 par le Chief Executive Magazine.
- 2010 : Prix d'excellence Edison.
- 2011 : Prix d'excellence en leadership Warren Bennis.